# 유스티티아

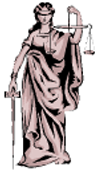
유스티티아

유스티티아(라틴어: Iustitia) 또는 레이디 저스티스(영어: Lady Justice)는 로마 신화에 등장하는 여신이다. 정의를 뜻하는 라틴어 iustitia에서 파생되었다. 저울과 칼을 손에 들고, 눈가리개를 한 유스티티아 (또는 테미스) 동상 (Statue of Lady Justice, Statue of Justice)이 여러 법원청사 등에 조성되어 있다.